# Handsley Valley
Das Handsley Valley ist ein kleines und eisfreies Tal im ostantarktischen Viktorialand. In den Quartermain Mountains liegt es zwischen Mount Handsley und dem Knobhead.
Das New Zealand Geographic Board benannte es 1993 in Anlehnung an die Benennung des Mount Handsley. Dessen Namensgeber ist Petty Officer Jesse Handsley (1876–1916) von der Royal Navy, ein Teilnehmer der Discovery-Expedition (1901–1904) unter der Leitung des britischen Polarforschers Robert Falcon Scott, der gemeinsam mit Scott und vier weiteren Teilnehmern im Jahr 1903 einen Erkundsmarsch zum Ferrar- und Taylor-Gletscher unternommen hatte.